# 竜田揚げ
竜田揚げ（たつたあげ）は、肉や魚に醤油で下味をつけてから片栗粉をまぶして油で揚げた日本発祥の料理。立田揚げとも書かれる。から揚げの一種。

## 作り方
材料には、鶏肉やサバの切り身などを用いる。豚肉、マグロ、カツオの切り身やクジラ肉なども適している。醤油やみりんで下味を付けてから、片栗粉や小麦粉をまぶし、油で揚げる。

## から揚げとの関係
から揚げの別名とする説がある一方、別種として定義づけることも多い。
別種とした場合のから揚げとの違いは、醤油で下味をつけることと、片栗粉をまぶすこと。標準的なから揚げと異なり、柔らかさやジューシーさは抑えられており、やや硬めの仕上がりとなる。
日本唐揚協会の専務理事八木宏一郎は、「から揚げの場合は何で味を付けても自由だが、竜田揚げの場合には醤油、みりんをベースとし、さらに、食材にまぶすのは小麦粉ではなく片栗粉でなければならない」と主張している。一方でから揚げでも下味をつけたものや片栗粉を使用したものも存在するため、違いは分かりにくくなっている。

## 歴史

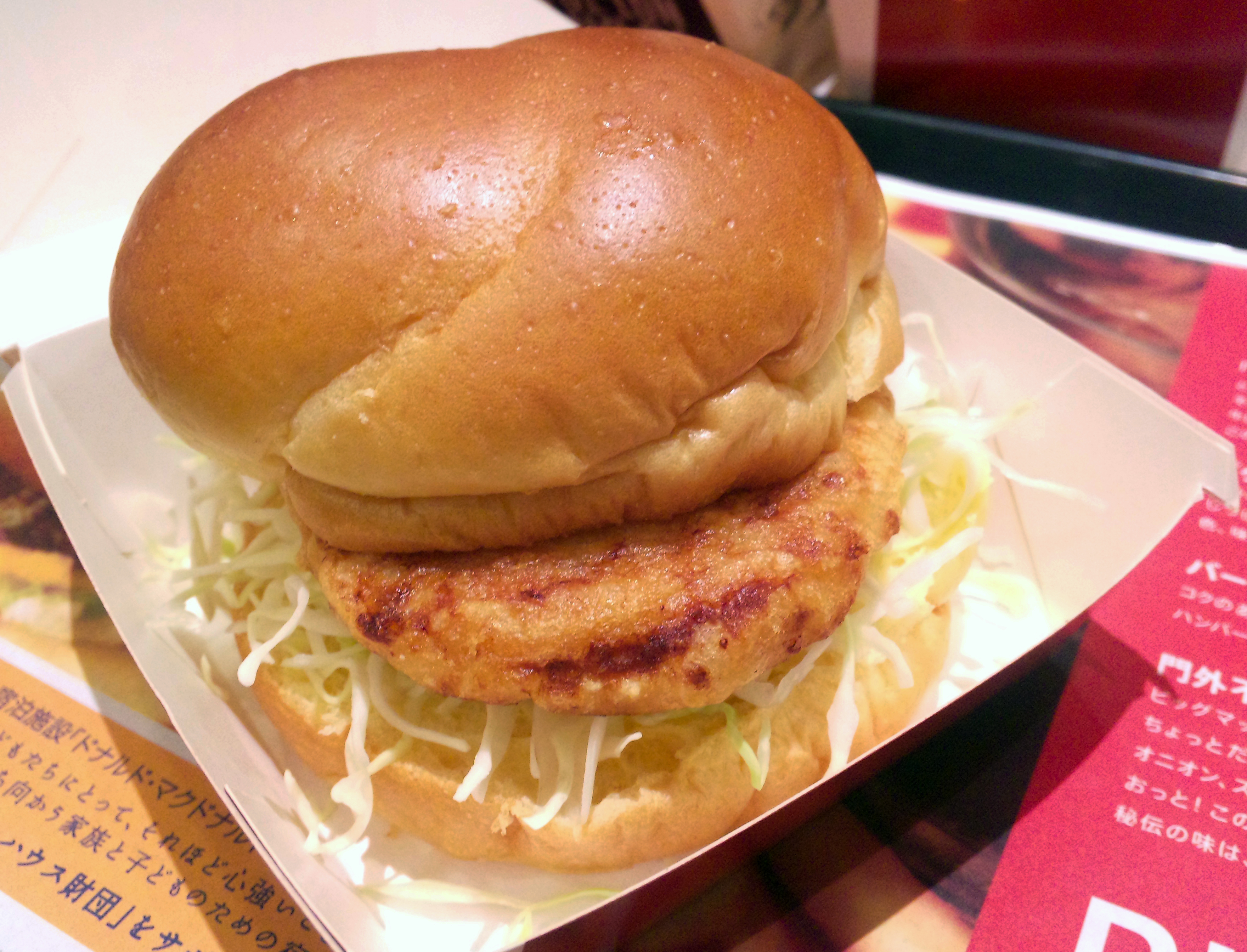
竜田揚げをサンドイッチにしたマクドナルドの「チキンタツタ」

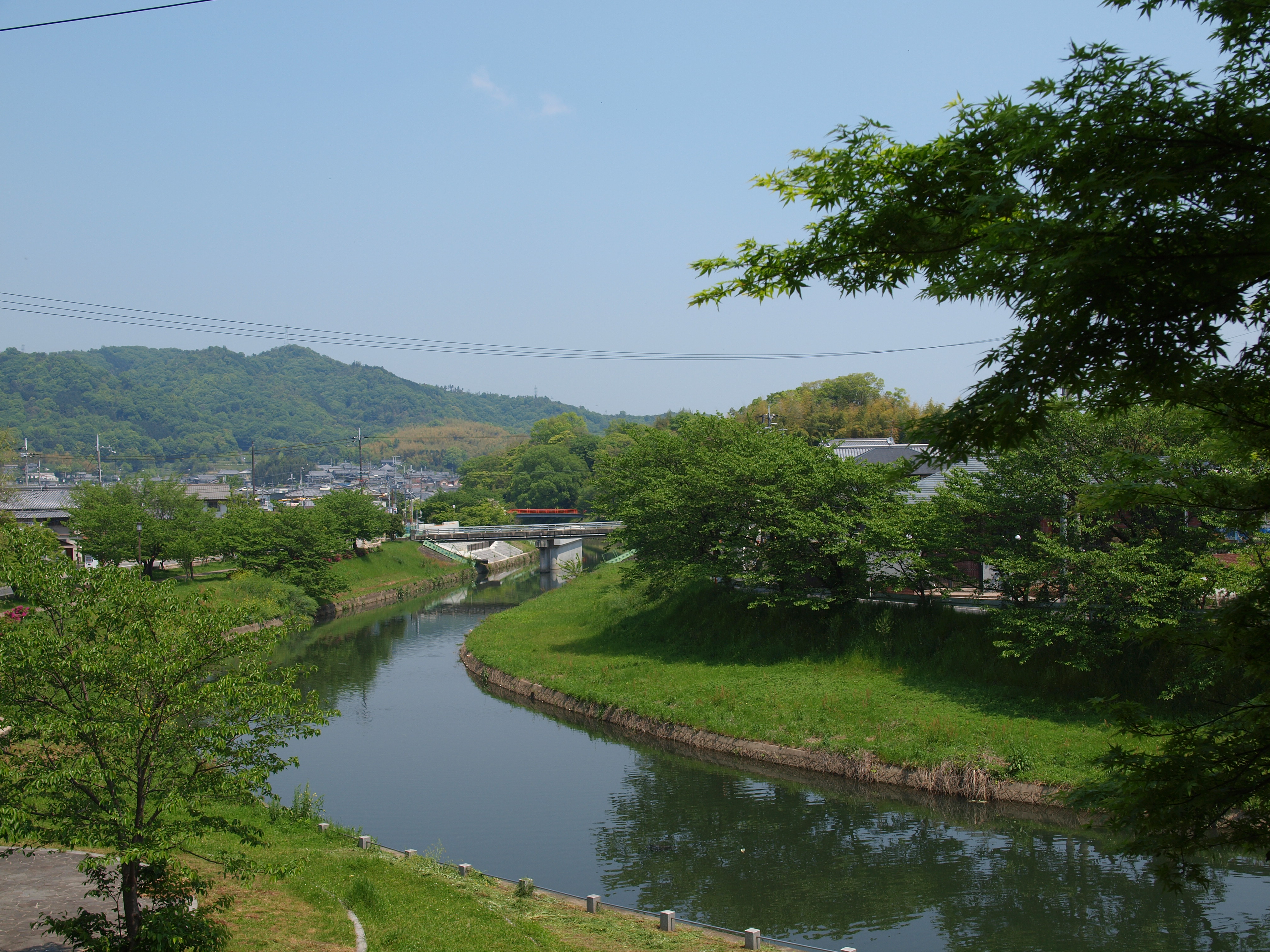
由来と言われているものの確証がない「竜田川」

発祥ははっきりしていない。2013年に日本唐揚協会は竜田揚げのルーツを調査したが、発祥地域、発祥時期、元は家庭料理なのか外食なのかすら分からなかった。
竜田揚げの名前の由来について、有力な説の一つが、奈良県の竜田川にちなんで名付けられたというものである。小倉百人一首にも収録されている在原業平の和歌「千早ぶる神代も聞かず竜田川からくれなゐに水くくるとは」に由来するという説である。この和歌に登場する奈良県の竜田川は、古くから紅葉の名所として知られている。竜田揚げの揚げた後の色が赤褐色をしており、紅葉のように見えることから命名されたとする。
もう1つの説は、日本海軍の軽巡洋艦「龍田」において、小麦粉がなく代わりに片栗粉をまぶして鶏肉を揚げて提供したところ好評だったためとの説である。海軍料理研究家の高森直史は、航海や訓練中に激しく揺れる船で高温の油を使うのは大変危険であり天ぷらやから揚げは難しいことから、この説に対して否定的である。
かつては学校給食で鯨の竜田揚げが出されていた。鯨肉は臭みが強いため、臭みを取れる竜田揚げが採用されたと言われている。1991年にはマクドナルドが竜田揚げを挟んだハンバーガー「チキンタツタ」を発売し、人気メニューになった。

## ご当地グルメ
2013年、竜田川が流れる斑鳩町は竜田揚げを用いた町おこしを始めた。2015年3月時点で町内の13店舗が竜田揚げを出しており、ネギニンニクソースや竜田揚げのカレーなど多様な商品が展開されている。隣接する生駒市も竜田揚げでの町おこしに取り組んでいる。